# Hammer Motor Company
Hammer Motor Company war ein US-amerikanischer Hersteller von Automobilen.

## Unternehmensgeschichte
Henry F. Hammer war bis 1904 Mitinhaber der Hammer-Sommer Auto Carriage Company. Nach deren Auflösung gründete er 1905 das Unternehmen in Detroit in Michigan. Investoren waren Foster W. Allen, Harry W. Nichols und Leon J. Paszski. Sie begannen mit der Produktion von Automobilen. Der Markenname lautete Hammer. Im gleichen Jahr endete die Produktion.

## Fahrzeuge
Im Angebot stand nur ein Modell. Es war im Vergleich zu den vorherigen Fahrzeugen von Hammer-Sommer wesentlich größer, stärker motorisiert und dementsprechend teurer. Ein Vierzylindermotor mit 24 PS Leistung war vorne im Fahrzeug montiert und trieb die Hinterachse an. Das Fahrgestell hatte 254 cm Radstand. Einziger bekannter Aufbau war ein offener Tourenwagen mit fünf Sitzen.